# Bitva o Řecko
Bitva o Řecko (také známá jako operace Marita, německy: Unternehmen Marita) byl společný název pro invazi Osy do Řecka v dubnu 1941. Tato operace Osy byla součástí většího balkánského tažení ve druhé světové válce.
V době německé invaze bylo Řecko ve válce s fašistickou Itálií, po italské invazi z 28. října 1940. K Řekům se připojili Spojenci a původní italský útok porazili a znovu v březnu 1941. Když 6. dubna operace Marita začala, Epirská 1. řecká armáda (14 divizí) byla na hranicích s Albánií, protektorátem fašistické Itálie, ze které se italští vojáci snažili vstoupit do Řecka, Soluňská 2. řecká armáda (4 divize) na hranicích s Bulharskem (Metaxasova linie) a pouhé dvě divize u jugoslávských hranic.  Řecko již dostalo pomoc od britského impéria v podobě australské a novozélandské divize a britské obrněné brigády, toto vojsko bylo nasazeno na jugoslávské hranici. Celkově tak bránilo Řecko 430 000 Řeků ve dvaceti divizích a 62 000 Britů. 
Německá vojska měla v Bulharsku 30. sbor o dvou pěších divizích, který měl dosáhnout Egejského moře, 38. horský sbor s cílem prolomit Metaxasovu linii dvěma horskými divizemi a vytvořit podmínky pro užití jedné tankové a jedné pěší divize, které měly poté obsadit Soluň, a 40. motorizovaný sbor jednou tankovou, jednou pěší divizí a jedním svazkem (brigáda) SS Leibstandarte Adolf Hitler, který měl projít přes jugoslávskou Makedonii k Peloponésu.
6. června, ve stejný den co Němci napadli Jugoslávii, začala invaze pozemních sil do Řecka. 30. sbor přes silný odpor během dvou dnů obsadil celou tureckou hranici. Horské divize 38. sboru čekal tvrdší boj, jelikož do zasněžených pevností Metaxasovy linie se nebylo možné strefovat z letadel Luftwaffe a terén znemožnil dopravit do oblasti děla. Pevnosti proto bylo nutno dobýt ručně pomocí výbušnin a granátů, což způsobilo jenom 6. horské divizi ztrátu 160 mužů. Linie se držela tři dny, než byla proražena. 
Mezitím se tanky 38. horského sboru prohnaly údolím Strumy a překonaly obranu jedné řecké divize. 9. dubna ráno obsadily Soluň a obklíčená 2. armáda se vzdala. Se zajatci bylo většinou zacházeno nadstandardně slušně, kromě důstojníků byli většinou pouze odzbrojeni a propuštěni domů. Maršal Wilhelm List měl nyní možnost obklíčit řecko-britské jednotky ve středním Řecku, generál Henry Wilson však rozpoznal nebezpečí a stáhl se. 
Zároveň XXXX sbor i přes jugoslávský odpor dobyl Skopje, prorazil si cestu Makedonií a vpadl do Řecka. V horách musely tanky pustit dopředu pěšáky, kteří museli vystupovat nad řecké pozice a shora je likvidovat, čímž obsadili průsmyk Kleisoura a pevnost v sedle Kleidi. Poté sestoupil do nížiny, britské W-Force porazil u Amintaionu, čímž ovládl průsmyk Metsovan a obklíčil 1. armádu, která 21. dubna kapitulovala. 
Ustupující řečtí, britští, australští a novozélandští vojáci odráželi Hitlerovy tanky, byli však bombardováni Luftwaffe. Nakonec se Novozélanďané postavili Němcům u Thermopyl, avšak když i odsud ustoupili, Nemci mohli 27. dubna obsadit Athény. Řecký premiér Alexandros Koryzis spáchal sebevraždu a král Jiří II. se přesunul spolu s vládou do Egypta. Britská vojska se nalodila a stáhla na Krétu, přitom ale Luftwaffe potopila 26 britských lodí. 30. dubna Němci kompletně ovládli Řecko. 
Bitva o Řecko skončila dobytím Kréty vojsky Osy o měsíc později.